# Wulff Scheel-Plessen
Wulff Heinrich Bernhard lensgreve Scheel-Plessen (født 16. februar 1809 i Hannover, død 7. juli 1876 på Sierhagen) var en dansk diplomat og godsejer og kortvarigt udenrigsminister i Ministeriet Bang.
Han var søn af Mogens Joachim Scheel-Plessen og Margrethe Wilhelmine von Hedemann og ældre bror til Carl Theodor August Scheel-Plessen. Efter at have studeret i Tyskland ansattes Scheel-Plessen 1835 som attaché ved gesandtskabet i London og udnævntes allerede det følgende år til legationssekretær i Stockholm, hvor han forblev i 10 år, kun afbrudte ved at han i nogle måneder i 1842 fungerede som midlertidig chargé d'affaires i Sankt Petersborg. Da gesandten i Berlin grev E. Reventlow på grund af det åbne brev af 8. juli 1846 tog afsked, var det af interesse for regeringen at få denne vigtige post besat med en loyal holstensk adelsmand. Scheel-Plessen ansøgte da om posten og udnævntes således 25. november 1847 til gesandt ved det preussiske hof. Som følge af krigen måtte han 28. april 1848 forlade Berlin og sattes ved resolution af 8. august samme år i disponibilitet.
I dette og de følgende år anvendtes han i overordentlige missioner. I juni 1848 sendtes han for at lykønske Kong Oscar 1. af Sverige i Malmø i anledning af dennes sølvbryllup. I foråret 1849 var Scheel-Plessen i Haag for at lykønske til kongens tronbestigelse. Da gesandten i Stockholm C.H. Bille forlod sin post, først i congé og siden for at gøre teneste i ministeriet som direktør, vikarierede Plessen for ham som gesandt fra juni 1849 til september 1850, da Bille atter overtog sin post. I oktober samme år ledsagede Plessen prins Christian på dennes mission til kejser Nikolaj 1. i Warschau og vikarierede derefter i Wien for grev H. Bille-Brahe, da denne i april 1851 kaldtes til København for at præsidere notabelforsamlingen i Flensborg, og han deltog således i forhandlingerne med fyrst Schwarzenberg om Monarkiets Rekonstruktion, der førte til reskriptet af 28. januar 1852. Allerede 3. december 1851 var han udnævnt til fast gesandt i Stockholm, men først i det følgende efterår tiltrådte han denne post, til hvilken han udmærket egnede sig.

## Liv i Stockholm
Scheel-Plessen var i alle henseender grand seigneur, smuk og elegant, livsglad og elskværdig, og velstillet i økonomisk henseende, så at han kunne føre et stort og gæstfrit hus. I de 20 år, han tilbragte i Stockholm, indtog han den første plads i det diplomatiske korps; det svenske selskab, i hvilket han havde tilbragt 10 år af sin ungdom, og med hvilket han var blevet yderligere forbunden ved sit ægteskab 27. august 1855 med hoffrøken Augusta Aurora Cecilie komtesse Lewenhaupt (f. 1830), havde adopteret ham som en af sine egne, han var netop en mand, der måtte behage kong Carl XV, og han var gammel ven og dusbroder med udenrigsministeren grev Manderstrøm, med hvem han tilbragte mangen glad aften. Lige over for sin regering var han i høj grad loyal, udførte samvittighedsfuldt dens ordrer, og skønt aristokrat ved fødsel og tradition havde han ingen betænkelighed ved at tjene en dansk national-liberal regering. Da ministeriet af 12. december 1854 dannedes, udnævntes Scheel-Plessen endog til udenrigsminister, men han frabad sig posten. I virkeligheden gik også hans tilbøjeligheder og evner mere i social end i politisk retning. Manderstrøm har en gang sagt om ham, at han havde kunnet blive en virkelig statsmand, men han manglede grundigere kundskaber og alvorlig interesse for politikken. Han virkede ivrig for den skandinaviske alliance, men hvor tilbøjelig han end i øvrigt kunne være til at håbe, hvad han ønskede, nærede han dog sine tvivl, om den lod sig gennemføre. Efter freden 1864 forblev Scheel-Plessen i dansk tjeneste, og hans nærværelse i Stockholm tjente til at vedligeholde den gode forståelse mellem de 2 regeringer. Han havde således den glæde at medvirke til kronprins Frederiks formæling med prinsesse Louise 28. juli 1869.

## Livsaften
Hans sundhed var imidlertid blevet utilfredsstillende, og navnlig havde han efterhaanden ganske tabt synet. Han søgte derfor afsked, som tilstodes ham 19. juni 1872. Han drog sig derefter tilbage til Sierhagen, familiens hovedsæde, og døde der 7. juli 1876. Skønt han således endte som preussisk undersåt, bevarede han til sin død sin dybe hengivenhed for den danske konge. Hver dag, når han passerede et værelse, i hvilket kongens portræt hang, standsede han, når han efter antallet af de tilbagelagte skridt vidste, at han befandt sig på højde af kongens billede, gjorde front foran det og bukkede dybt, før han gik videre.
Han havde efterhånden modtaget alle de æresbevisninger, som kunne gives ham: Dannebrogsstorkorset 1852, gehejmekonferensrådstitelen 1856, Ridder af Elefanten 1862, og den svenske konge havde givet ham Serafimeren 1868.